# Маналапан (Флорида)
Маналапан (англ. Manalapan) — місто (англ. town) в США, в окрузі Палм-Біч штату Флорида. Населення — 419 осіб (2020).

## Географія
Маналапан розташований за координатами 26°34′0″ пн. ш. 80°2′25″ зх. д. / 26.56667° пн. ш. 80.04028° зх. д. (26.566640, -80.040186).  За даними Бюро перепису населення США в 2010 році місто мало площу 27,24 км², з яких 1,16 км² — суходіл та 26,08 км² — водойми.

## Демографія
Згідно з переписом 2010 року, у місті мешкало 406 осіб у 191 домогосподарстві у складі 123 родин. Густота населення становила 15 осіб/км².  Було 339 помешкань (12/км²).
Расовий склад населення:
| - 92,4 % — білих - 3,9 % — чорних або афроамериканців - 1,2 % — азіатів - 2,2 % — осіб інших рас |

До двох чи більше рас належало 0,2 %. Частка іспаномовних становила 4,7 % від усіх жителів.
За віковим діапазоном населення розподілялося таким чином: 12,6 % — особи молодші 18 років, 47,0 % — особи у віці 18—64 років, 40,4 % — особи у віці 65 років та старші. Медіана віку мешканця становила 61,2 року. На 100 осіб жіночої статі у місті припадало 103,0 чоловіків;  на 100 жінок у віці від 18 років та старших — 99,4 чоловіків також старших 18 років.
За межею бідності перебувало 1,5 % осіб, у тому числі 0,0 % дітей у віці до 18 років та 0,9 % осіб у віці 65 років та старших.
Цивільне працевлаштоване населення становило 93 особи. Основні галузі зайнятості: науковці, спеціалісти, менеджери — 30,1 %, фінанси, страхування та нерухомість — 23,7 %, освіта, охорона здоров'я та соціальна допомога — 15,1 %, виробництво — 10,8 %.